# Akiko Kawase
Akiko Kawase (jap. 川瀬 晶子 Kawase Akiko; ur. 13 lipca 1971 w Tokio) – japońska pływaczka synchroniczna.
Brała udział na mistrzostwach świata w Rzymie, gdzie sięgnęła po brązowy medal w konkurencji drużyn. Dwa lata później wystąpiła na igrzyskach olimpijskich w Atlancie, gdzie była członkinią japońskiej grupy zawodniczek, która w finale uzyskała rezultat 97,753 pkt i zdobyła brązowy medal.